# Mulanay
Mulanay è una municipalità di terza classe delle Filippine, situata nella Provincia di Quezon, nella regione di Calabarzon.
Mulanay è formata da 28 baranggay:
- Ajos
- Amuguis
- Anonang
- Bagong Silang
- Bagupaye
- Barangay 1 (Pob.)
- Barangay 2 (Pob.)
- Barangay 3 (Pob.)
- Barangay 4 (Pob.)
- Bolo
- Buenavista
- Burgos
- Butanyog
- Canuyep

- F. Nanadiego
- Ibabang Cambuga
- Ibabang Yuni
- Ilayang Cambuga (Mabini)
- Ilayang Yuni
- Latangan
- Magsaysay
- Matataja
- Pakiing
- Patabog
- Sagongon
- San Isidro
- San Pedro
- Santa Rosa